# 拉绍 (杜省)
拉绍（法語：La Chaux，法語發音：[la ʃo] ⓘ）是法国杜省的一个市镇，属于蓬塔利耶区。

## 地理
拉绍（47°1'23"N, 6°25'57"E）面积16.94 平方千米，位于法国勃艮第-弗朗什-孔泰大區杜省，该省份为法国东部内陆省份，北起上索恩省，西接汝拉省，东部及东南部与瑞士接壤，东北部与贝尔福地区省接壤。
与拉绍接壤的市镇（或旧市镇、城区）包括：日耶、乌昂、阿尔松、比尼。

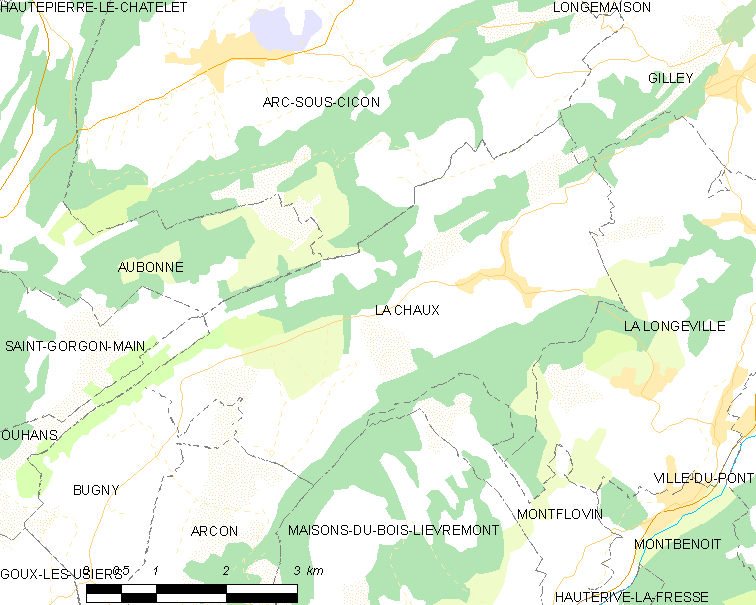
的OSM定位图

拉绍的时区为UTC+01:00、UTC+02:00（夏令时）。

## 行政
拉绍的邮政编码为25650，INSEE市镇编码为25139。

## 政治
拉绍所属的省级选区为奥尔南县。

## 人口

1962-2008年间人口变化图示

拉绍于2022年1月1日时的人口数量为611人。